# Biocide

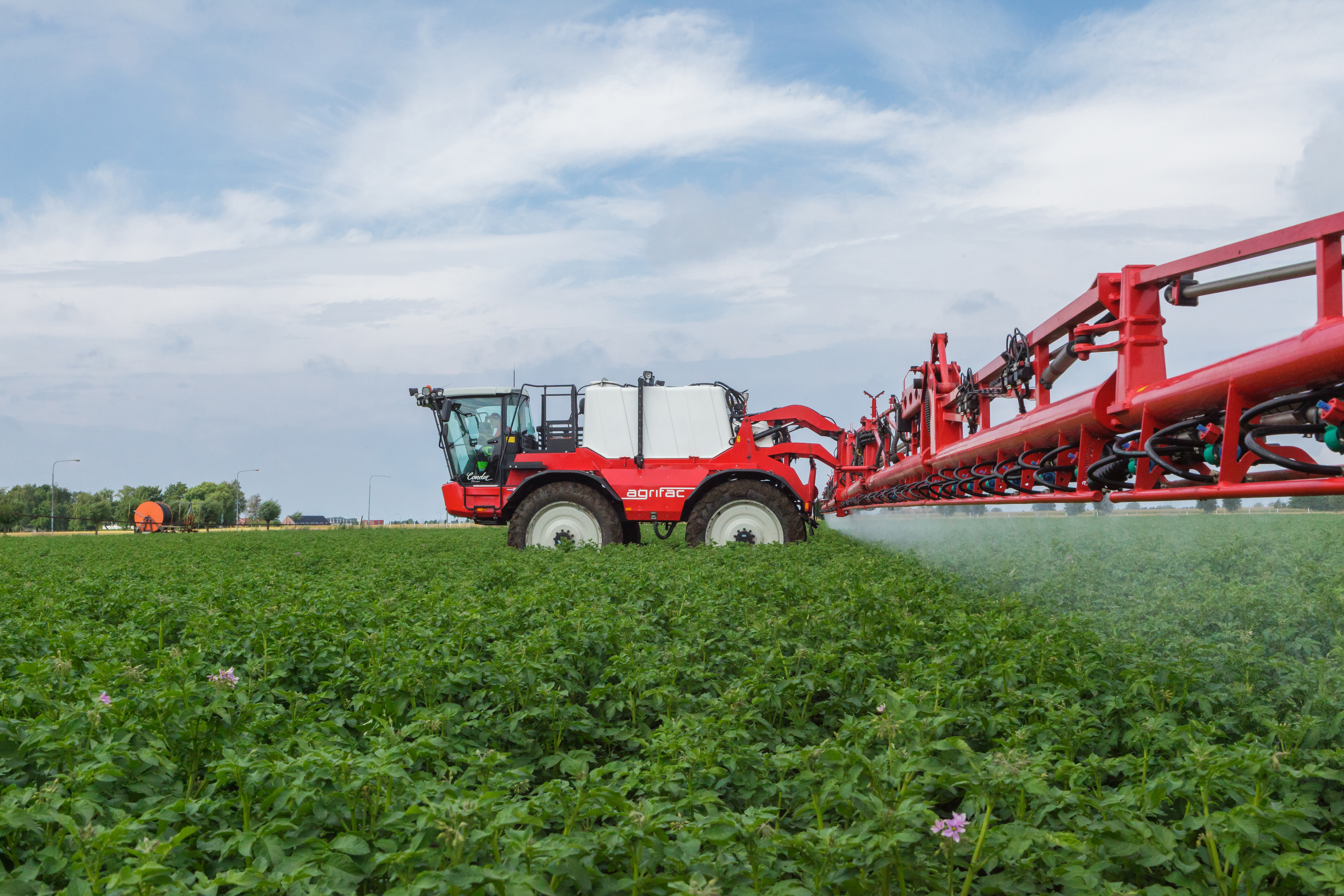
Een zelfrijdende landbouwspuit besproeit een veld met pesticide.

Een biocide is een stof die organismen doodt. Een uitgebreide definitie: biociden zijn werkzame stoffen en preparaten [...] die een of meer werkzame stoffen bevatten en bestemd zijn om een schadelijk organisme te vernietigen, af te schrikken, onschadelijk te maken, de effecten daarvan te voorkomen of het op andere wijze langs chemische of biologische weg te bestrijden.
Met "schadelijk organisme" wordt dan weer bedoeld: Elk organisme dat ongewenst aanwezig is of een schadelijke invloed heeft op de mens, zijn werkzaamheden of de door hem gebruikte of vervaardigde producten, op dieren of op het milieu.
Het begrip "biocide" is breder dan "pesticide", wat in de eerste plaats de plaagbestrijdingsmiddelen omvat zoals insecticiden.

## Soorten biociden
De Europese regelgeving (Bijlage V) onderscheidt 22 producttypes (PT) van biociden, onderverdeeld in vier hoofdgroepen. Doordat biociden die worden gebruikt als conserveringsmiddelen voor voedingsmiddelen niet meer onder het toepassingsgebied van de verordening vallen, is er één productsoort minder in vergelijking met de voorgaande biociderichtlijn.
- Ontsmettingsmiddelen en algemene biociden
  - PT 1: biociden voor menselijke hygiëne
  - PT 2: desinfecterende middelen voor privégebruik en voor de openbare gezondheidszorg en andere biociden (voorbeeld: symcloseentabletten)
  - PT 3: biociden voor veterinaire hygiënedoeleinden
  - PT 4: ontsmettingsmiddelen voor gebruik in de sector voeding en diervoeders
  - PT 5: ontsmettingsmiddelen voor drinkwater

- Conserveringsmiddelen
  - PT 6: conserveringsmiddelen in conserven
  - PT 7: filmconserveringsmiddelen
  - PT 8: houtconserveringsmiddelen (voorbeeld: etofenprox, clothianidine, dazomet, IPBC)
  - PT 9: conserveringsmiddelen voor vezels, leer, rubber en gepolymeriseerde materialen (voorbeeld: difenoxarsine-10-yloxide)
  - PT 10: conserveringsmiddelen voor metselwerk
  - PT 11: conserveringsmiddelen voor vloeistofkoelings- en verwerkingssystemen
  - PT 12: slijmbestrijdingsmiddelen
  - PT 13: conserveringsmiddelen voor metaalbewerkingsvloeistoffen

- Plaagbestrijding
  - PT 14: rodenticiden (voor de bestrijding van muizen, ratten en andere knaagdieren)(voorbeeld: difenacum)
  - PT 15: aviciden (voor de bestrijding van vogels)
  - PT 16: mollusciciden (voor de bestrijding van weekdieren)
  - PT 17: pisciciden (voor de bestrijding van vis)
  - PT 18: insecticiden, acariciden en producten voor de bestrijding van andere geleedpotigen (voor de bestrijding van geleedpotigen zoals insecten, spinachtigen en schaaldieren)
  - PT 19: insectwerende en lokstoffen
  - PT 20: bestrijding van andere gewervelde dieren

- Andere biociden
  - PT 21: aangroeiwerende middelen
  - PT 22: vloeistoffen voor balsemen en opzetten

## Belgische wetgeving
In België zijn biociden onderworpen aan Europese en federale wet- en regelgeving. Er bestaan twee procedures om biociden op de Belgische markt te brengen: de toelating en de kennisgeving. Biociden waarvoor een toelatingsplicht geldt, mogen slechts op de markt worden gebracht na toelating door de federale minister van Leefmilieu. Deze verleent toelating op advies van het Comité voor Advies inzake Biociden (CAB), dat is samengesteld uit wetenschappers en vertegenwoordigers van onder andere de FOD Volksgezondheid, Veiligheid van de Voedselketen en Leefmilieu, het FAVV, het FAGG en Sciensano. Deze biociden worden wetenschappelijk geëvalueerd met betrekking tot onder andere hun werkzaamheid, hun fysisch-chemische eigenschappen en hun giftigheid. Biociden waarvoor enkel een kennisgevingsplicht geldt, hoeven niet wetenschappelijk geëvalueerd te worden. Het algemene toezicht op de handel en het gebruik van biociden ligt bij de FOD Volksgezondheid, Veiligheid van de Voedselketen en Leefmilieu, meer bepaald bij de Cel Biociden van het Directoraat-Generaal Leefmilieu van de FOD.
Deze regels rond het verhandelen en gebruiken van biociden werden vastgelegd in het koninklijk besluit van 22 mei 2003, dat later gedeeltelijk vervangen werd door het koninklijk besluit van 8 mei 2014 ter uitvoering van de Europese verordening nr. 528/2012 (biocidenverordening). Het koninklijk besluit van 17 juni 2018 hief dat van 22 mei 2003 volledig op en bracht een aantal wijzigingen aan in dat van 8 mei 2014. Zo werd de verplichting ingevoerd voor alle verkopers en gebruikers binnen het gesloten circuit van biociden met een hoog gezondheidsrisico om zich online te registreren via biocide.be, zodat de FOD Volksgezondheid, Veiligheid van de Voedselketen en Leefmilieu een beter zicht zou krijgen op de verkoop en het gebruik van deze biociden.